# Hormisa oxymoralis
Hormisa oxymoralis är en fjärilsart som beskrevs av Pierre E.L. Viette 1956. Hormisa oxymoralis ingår i släktet Hormisa och familjen nattflyn. Inga underarter finns listade i Catalogue of Life.